# 穴吹橋
| 国道193号標識 | 国道492号標識 |

穴吹橋（あなぶきばし）は、吉野川北岸の徳島県美馬市脇町と南岸の同市穴吹町を結ぶ道路橋。国道193号（国道492号重複）に指定されている。にし阿波お勧めビューポイント100選選定。
この頁では新・旧穴吹橋と歩行者専用のふれあい橋についても記述する。

## 概要
現在の穴吹橋の架橋前、上流約500mの地点に同名の橋が架かっていた。この旧穴吹橋は1928年に三好橋（三好市）に次いで、吉野川に2番目に架けられた抜水橋である。鮮やかな朱色の塗装がされており、右岸側147mの形式は吊橋型ゲルバー式ワーレントラス橋であった。
旧穴吹橋は長らくの間、交通の主軸であったが、架橋後数十年経ち老朽化が目立ち、また治水上の観点から新しい穴吹橋が計画され、旧橋は新橋完成後に撤去された。旧橋の一部は市内で歴史的遺産として保存されている。また、新橋の右岸袂には、旧橋のミニチュアモニュメントが、左岸にはうだつの町並みのモニュメントが設置されている。
旧穴吹橋がJR四国穴吹駅と脇町を最短経路で結ぶ地点に位置し、両岸の歩行者にとって便利だったのに比べ、新穴吹橋は500m下流の地点に位置することとなった。そこで歩行者の利便性を維持するため、新橋とは別に、旧橋の下流80mの地点に、歩行者・自転車専用橋「ふれあい橋」が建設された。橋面はカラー舗装で、途中に3箇所のバルコニーが設置されている。
「旧穴吹橋モニュメント」で、平成６年度手づくり郷土賞（ふるさとを紹介する道）受賞。	

## データ
穴吹橋（旧）
- 右岸：徳島県美馬市穴吹町
- 左岸：徳島県美馬市脇町
- 橋長：416.4m
- 幅員：5.5m

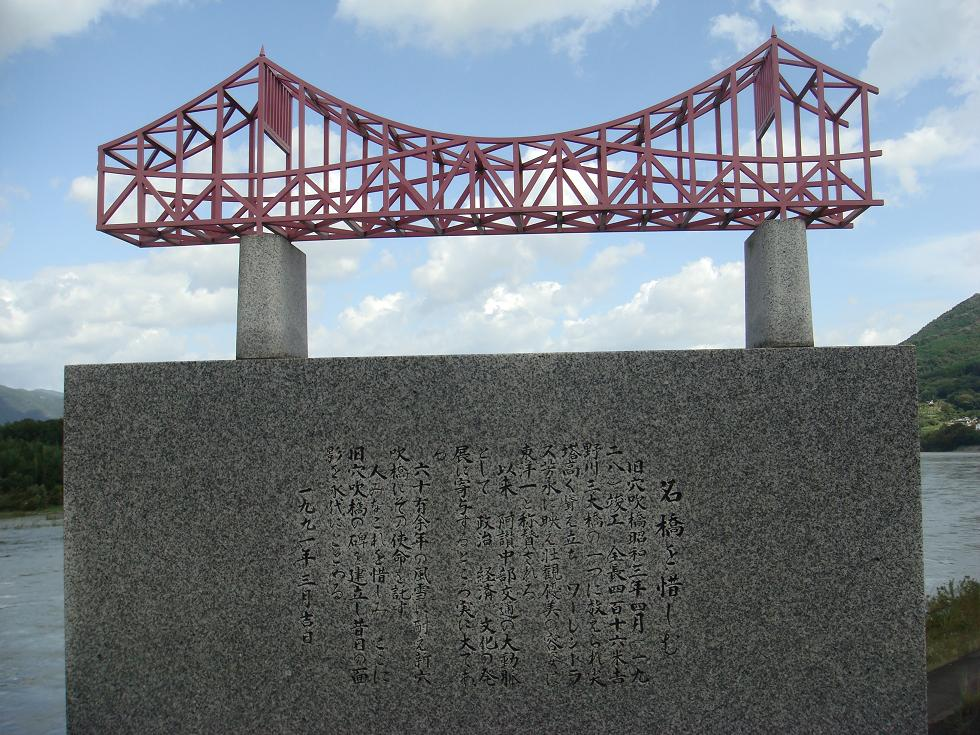
旧穴吹橋モニュメント

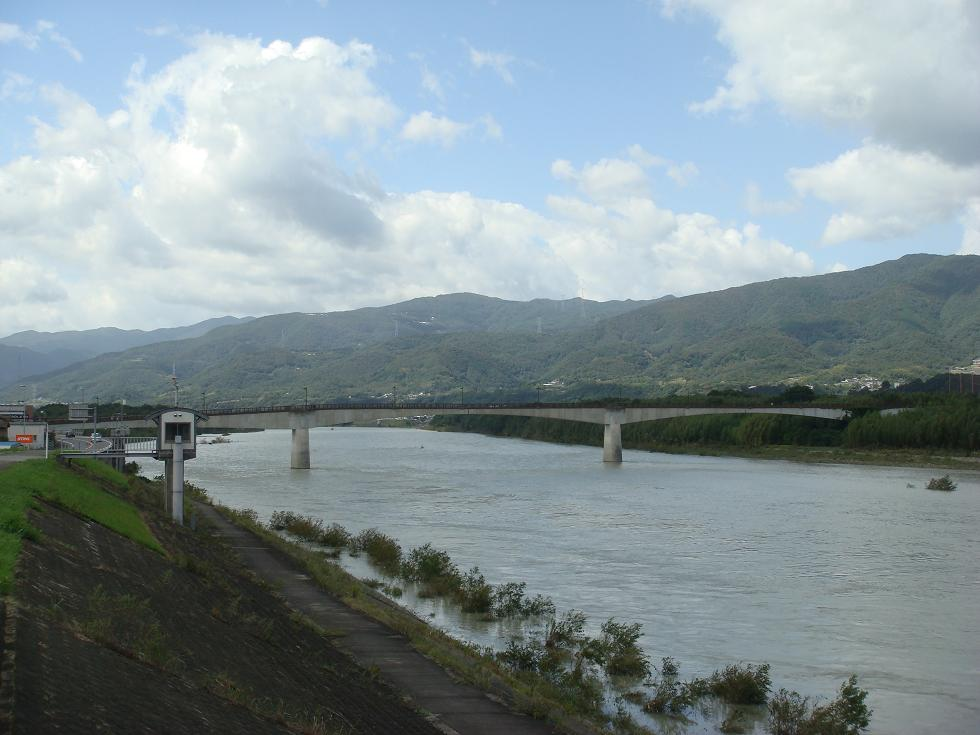
ふれあい橋

- 形式：吊橋型ゲルバー式ワーレントラス橋（右岸側147m）
- 総工費：約33万円

穴吹橋（新）
- 右岸：徳島県美馬市穴吹町
- 左岸：徳島県美馬市脇町
- 橋長：533.4m
- 幅員：10.5m
- 形式：鋼連続箱桁橋
- 総工費：28億9千万円

ふれあい橋
- 右岸：徳島県美馬市穴吹町
- 左岸：徳島県美馬市脇町
- 橋長：499.5m
- 幅員：3.8m
- 形式：PC橋
- 総工費：16億5千万円

## 沿革
- 1926年10月 - （旧）穴吹橋着工。
- 1928年04月 - （旧）穴吹橋完成。
- 1953年05月 - 国道193号に指定。
- 1984年 - （新）穴吹橋着手。
- 1986年10月 - ふれあい橋着手。
- 1990年09月 - （新）穴吹橋完成。
- 1992年10月 - ふれあい橋完成、（旧）穴吹橋撤去。

## 交差点

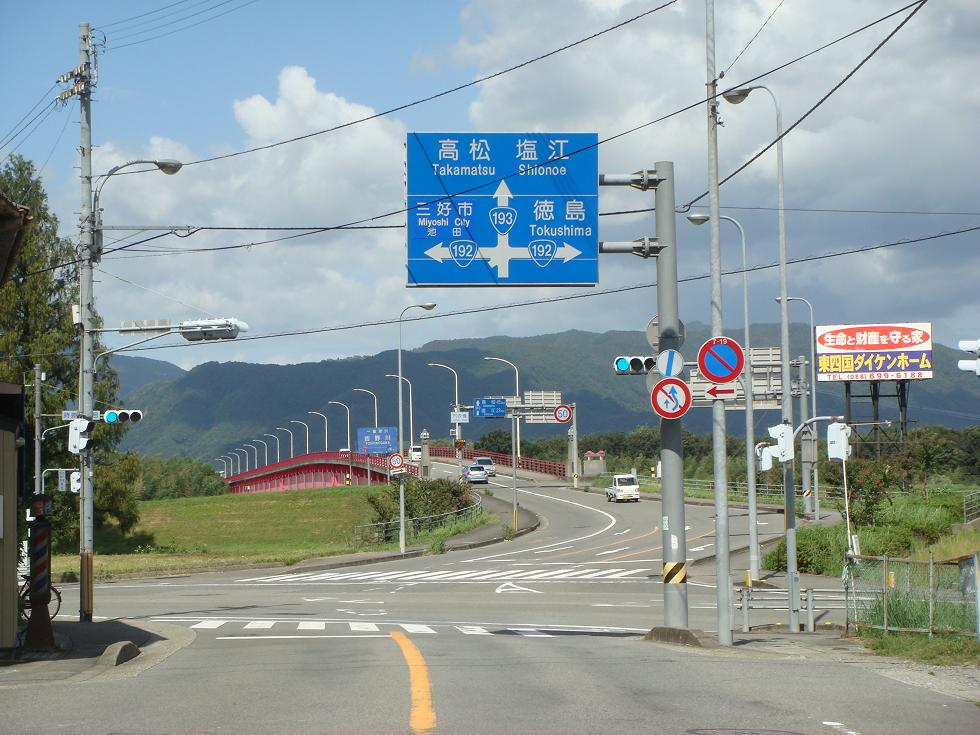
穴吹橋交差点

穴吹橋の両岸の交差点は一般国道・主要地方道が交差する重要な交通の結節点である。
- 穴吹橋交差点（右岸）

穴吹町穴吹に位置する。南行は国道492号であるが、この交差点の東約500m程の箇所に穴吹バイパスがある。
| 方向 | 道 | 行き先             | 備考          |
| ---- | -- | ------------------ | ------------- |
| 東   |    | 徳島市・吉野川市   | 国道193号重複 |
| 西   |    | 三好市・つるぎ町   |               |
| 南   |    | 剣山・美馬市木屋平 |               |
| 北   |    | 高松市・塩江       | 国道492号重複 |

- 交差点（左岸）

脇町拝原に位置する。この交差点から西に向かい脇町大字猪尻にかけての区間は、徳島県西部では最も商業施設が集積する通りである。
| 方向 | 道               | 行き先                  | 備考          |
| ---- | ---------------- | ----------------------- | ------------- |
| 東   | 徳島県道12号標識 | 鳴門市・阿波市          | バイパス      |
| 西   | 徳島県道12号標識 | 三好市・美馬市美馬町    | バイパス      |
| 南   |                  | 美馬市穴吹町・国道192号 | 国道492号重複 |
| 北   |                  | 高松市・塩江            | 国道492号重複 |

## 参考資料
- 『阿波の橋めぐり』（坂本好、1999年、アルス製作所創立50周年記念誌刊行会）